# Ai sponge

Captura de tela de ai_sponge. O canal se tornou conhecido por seu diálogo estranho, influenciado pelos espectadores que podiam solicitar os tópicos de conversa dos personagens pelo Discord. Na imagem, Lula Molusco diz repetidas vezes que 12 de agosto de 2036 seria a "morte térmica do universo", o que se tornou particularmente popular como um meme.

ai_sponge,  também conhecido como "AI SpongeBob", foi um canal de paródia no Twitch e YouTube que usava inteligência artificial (IA) para gerar conteúdo ao vivo apresentando personagens da animação americana SpongeBob SquarePants. A transmissão, que começou em 5 de março de 2023, usava modelos 3D dos personagens retirados do jogo eletrônico Battle for Bikini Bottom (2003) e também usava movimentos, vozes e trocas de diálogos gerados artificialmente. Os espectadores podiam solicitar os tópicos de conversa por meio do servidor do Discord do canal, o que muitas vezes levava a solicitações controversas com resultados inadequados, especialmente aqueles referentes a tópicos sexuais. Em 26 de julho de 2023, ai_sponge foi oficialmente encerrado principalmente por violar os termos de serviço das plataformas em que era transmitido.
Enquanto ativo, o canal questionou o quanto da IA poderia ser usado antes de ser considerado violação de direitos autorais, bem como as implicações do uso de IA para automatizar o entretenimento, uma questão que levou à greve da SAG-AFTRA de 2023.

## História
ai_sponge foi criado em 5 de março de 2023 como um canal de paródia da série de animação americana SpongeBob SquarePants. Tinha um formato supostamente inspirado em Nothing, Forever, uma paródia da sitcom americana Seinfeld, que começou a ser exibida em dezembro de 2022 e usava inteligência artificial (IA) para ser executada. Transmitido na plataforma Twitch, o canal recriou personagens e cenários da série usando modelagem 3D do jogo eletrônico Battle for Bikini Bottom de 2003, acompanhado por movimentos dos personagens, vozes e trocas de diálogos criados e executados artificialmente,  bem como pelo uso de cartões de transição da série (como, por exemplo, "alguns momentos depois"). A IA foi executada usando programas não especificados, e o proprietário do canal não se tornou público.
Sendo gerado por IA, seu dono não tinha controle sobre o diálogo em que os personagens participavam, que era influenciado por recomendações irrestritas de um chat online no aplicativo de mensagens instantâneas Discord. Isso levou o canal, que se anunciava como PG-13, a se tornar amplamente conhecido por seu diálogo estranho: personagens discutiam repetidamente situações sexuais, depressão, uso indevido de drogas, cleptomania, comunismo e fraude fiscal. Isso o levou a ser brevemente retirado do ar nas primeiras 48 horas de sua transmissão devido a uma violação dos termos de serviço do Twitch. Ele logo retornou às operações, com a adição de uma transmissão ao vivo também no YouTube.
Apesar do diálogo estranho, a popularidade do canal aumentou à medida que as conversas não convencionais foram recortadas online como memes em plataformas de mídia social, incluindo Instagram, TikTok e Twitter. Também contribuiu para sua popularidade o fato de que foi criado na época em que covers de músicas geradas por IA cantadas por personagens de SpongeBob SquarePants estavam se tornando populares como uma trend. Clipes de personagens discutindo o Honda Civic de 2006 e alegando que 12 de agosto de 2036 seria a morte térmica do universo se tornaram particularmente populares como memes. Apesar de ter sido projetado com a intenção de funcionar indefinidamente como uma transmissão ao vivo, o canal geralmente só funcionava em dias alternados pela manhã por entre duas e cinco horas, ocasionalmente ficando offline por alguns minutos ou produzindo diálogos incompreensíveis ou com problemas.

## Legalidade
Preocupações sobre a legalidade do canal foram levantadas quase imediatamente após seu início. Embora paródias sejam permitidas no Twitch, o uso de nomes exatos, vozes exatas e modelos 3D precisos do sujeito sendo parodiado juntos foi considerado possivelmente muito próximo do original para não ser tido como uma paródia.  Os mesmos motivos foram usados como possível justificativa para a Nickelodeon, empresa que produz SpongeBob SquarePants, a emitir um aviso para removê-lo do ar, embora o canal nunca tenha se tornado grande o suficiente para justificar a ação. Além disso, as conversas repetidas sobre tópicos sexuais foram suficientes para violar os termos de serviço do Twitch em várias ocasiões, que afirmam que "sexo por telefone, sexo por chat ou qualquer outra forma de envolvimento com outra(s) pessoa(s) ou chat para criar conteúdo sexual" não é permitido.

## Recepção
As reações ao canal foram mistas. Nos dias seguintes ao lançamento, ele tinha cerca de 1 300 seguidores no Twitch, número que aumentou para 26 000 com uma audiência ativa de cerca de 3 500 espectadores a qualquer momento em cada transmissão até o final do mês. Depois de ser banido do Twitch e transferido para o YouTube, contava com 221 000 inscritos no início de junho.
Em termos de avaliações profissionais, a empresa de mídia canadense TheGamer se referiu ao canal como "talvez o uso mais perturbador de IA até agora", comentando sobre suas repetidas conversas sobre tópicos sexuais. A Dot Esports disse que ai_sponge tinha potencial para melhorar em qualidade e diálogo se continuasse a operar e se tornasse mais popular, mas era improvável que "fosse capaz de retornar em qualquer capacidade" após receber os banimentos. O site americano The Mary Sue avaliou o canal de forma mais positiva ao referir-se às suas conversas não convencionais como sendo "uma reminiscência do tipo de coisas que queríamos que a IA fosse — apenas diversão e nada mais".
As implicações do uso crescente de canais como ai_sponge para criar entretenimento artificialmente têm o potencial de automatizar o trabalho de dubladores e desenvolvedores de jogos, o que pode levá-los a perderem seus empregos. Este foi um problema que contribuiu para a greve da SAG-AFTRA de 2023, que ocorreu enquanto o canal estava ativo.